# Hermann Nitsch

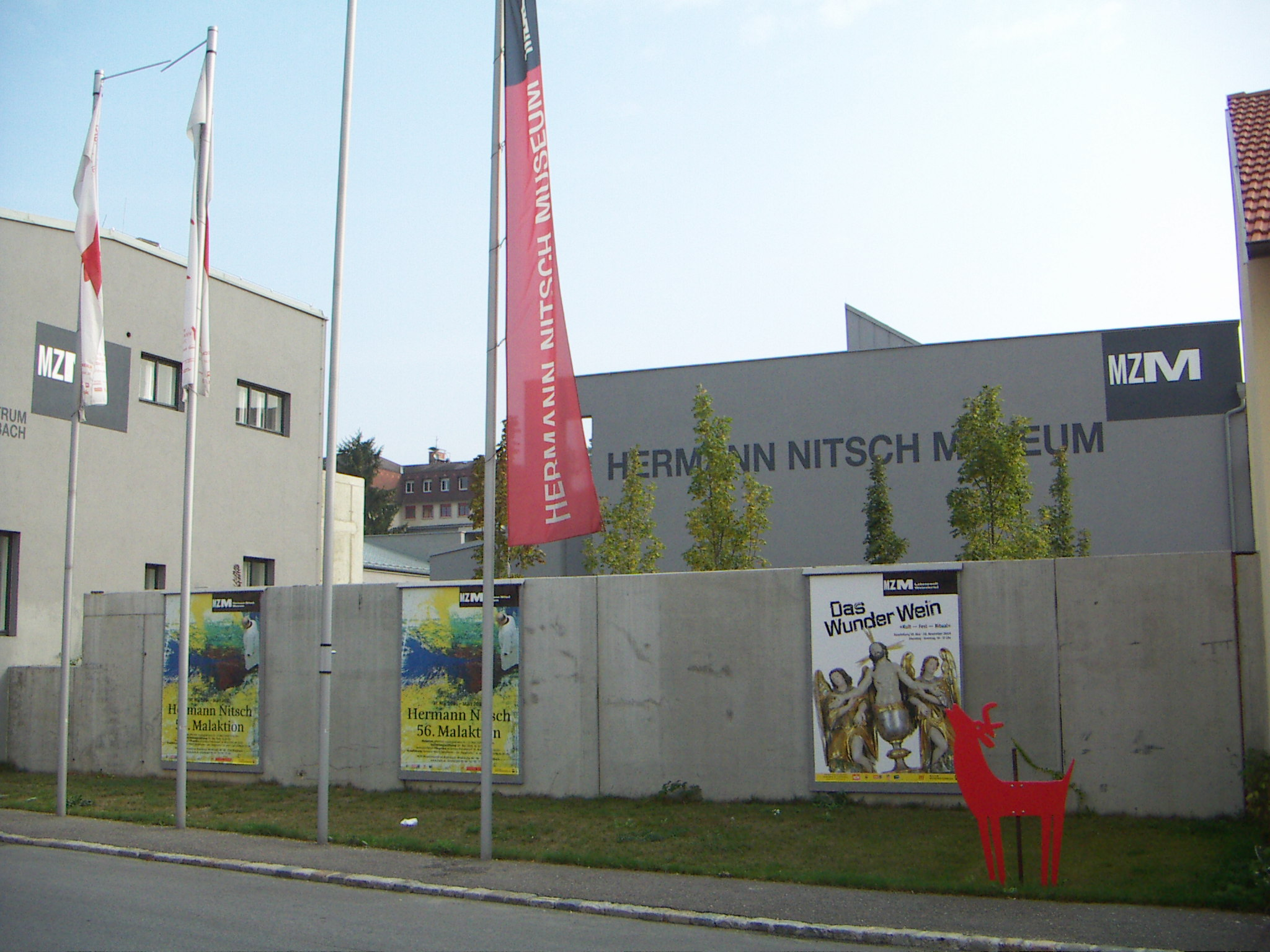
Muzeul Hermann Nitsch din Mistelbach

Hermann Nitsch (n. 29 august 1938, Viena, Germania Nazistă – d. 18 aprilie 2022, Mistelbach⁠(d), Austria Inferioară, Austria) a fost un artist austriac care lucra experimental și multimedia. Este considerat ca unul dintre membrii curentului artistic de avangardă, așa-numitul „Acționism vienez”.
Începând cu anii 1950 Nitsch a fost prim-motorul teatrului „Orgien Mysterien Theater”, punând în scenă peste 100 de „piese”. Însă abia piesa nr. 122 (numită „Acțiunea 122”) a fost ținută într-un teatru adevărat, anume Burgtheater din Viena.
Piesele sale, în care folosește animale tăiate (miel, de exemplu), fructe, muzică, dans și participanți din partea publicului creează o atmosferă considerată de unii blasfemică, care deseori șochează, dar care sunt considerate de critici ca fiind ritualistice și existențialiste.
Lucrările sale pot fi văzute ca o critică a fixării culturii noastre pe violență, ce poate fi văzută în filme, la televizor și jocuri video.
Una dintre piesele sale cele mai cunoscute este „6-Tage-Spiel“ (Piesa de 6 zile), numită așa pentru că durează atât.